# Серебряное ожерелье России
Серебряное кольцо России («Серебряное ожерелье России» — межрегиональный туристский проект по созданию и обслуживанию комплекса маршрутов, проходящих по древним российским регионам и населенным пунктам, в которых сохранились уникальные памятники истории и культуры северо-запада России. Располагается севернее Золотого кольца России. Количество и состав городов в конкретном маршруте может быть разным.

## История
Губернатор Санкт-Петербурга В. А. Яковлев в 2000 году издал распоряжение о подготовке и проведении ежегодного автопробега «Автовече „Серебряное кольцо Александра Невского“». Было принято решение ежегодно в июне-июле проводить автопробег в память об Александре Невском. Идея была предложена Ижорским региональным общественным фондом молодёжных и военно-исторических программ «Качур».
В 2012 году президент России Владимир Путин дал поручение Министерству культуры проработать и осуществить туристический проект, который объединил бы культурно-исторические центры Северо-Запада России. Согласно этому замыслу, проект должен был способствовать развитию региона, привлекая инвестиции.
В феврале 2015 года в Вологодской области прошла Всероссийская конференция по вопросам создания нового историко-культурного и туристского проекта. Конференция была собрана по инициативе Министерства культуры России. На ней было принято решение о создании и реализации межрегионального историко-культурного и туристского проекта с названием «Серебряное кольцо России».

## Структура маршрутов
В отличие от Золотого кольца России, охватывающего в основном города Владимиро-Суздальской Руси, в Серебряное ожерелье России входят в основном города Новгородской земли. На начало 2019 года в «Серебряное ожерелье России» входят все 11 субъектов федерации, входящие в Северо-Западный федеральный округ: Санкт-Петербург, Ленинградская, Архангельская, Псковская, Новгородская, Калининградская, Вологодская, Мурманская области, республики Карелия и Коми, Ненецкий автономный округ.В 2019 году на очередных Русских ганзейских днях, которые ежегодно проводит Союза русских ганзейских городов, российские города-члены Ганзейского союза Нового времени приняли решение в рамках Серебряного кольца объединить усилия в деле развития событийного туризма, используя программу «Ганзейские дороги».
В состав Серебряного кольца России входят следующие объекты:
| №  | Место / Субъект Федерации                  | Визитная карточка                | Описание |
| -- | ------------------------------------------ | -------------------------------- | --- |
| 1  | Санкт-Петербург                            | Петропавловская крепость         | Город, впоследствии ставший столицей Российского государства, был основан Петром Великим на землях, отвоёванных у Швеции, и назван в честь Святого Петра. |
| 2  | Великий Новгород Новгородская область      | Новгородский кремль              | Новгород был столицей Новгородской Руси. Основан в IX веке. Основной достопримечательностью города является Новгородский кремль, в музее которого экспонированы берестяные грамоты), а на памятнике Тысячелетие России можно увидеть основные вехи истории государства Российского. Также популярны среди туристов Софийский собор, Ярославово Дворище и Торг, Юрьев монастырь, Рюриково городище. |
| 3  | Старая Русса Новгородская область          | Спасо-Преображенский монастырь   | Старая Русса впервые упоминается в летописях в 1167 году, но основана не позднее X века. Культурно-исторической точки зрения интерес представляют городище «Старая Русса» (XI—XIV века), Спасо-Преображенский монастырь (XII век), Георгиевская церковь (XIV век). К более поздним постройкам относятся Троицкая церковь (XVII век) и Воскресенский собор (XVII век). |
| 4  | Великие Луки Псковская область             | Великолукская крепость           | Первое упоминание Великих Лук в летописях было в 1166 году. Город стоит на реке Ловать, по которой пролегал путь из варяг в греки. Город подвергался разрушительным нашествиям ливонского ордена и польскими войсками Лжедмитрия II. По этой причине от старой архитектуры мало что осталось. |
| 5  | Порхов Псковская область                   | Порховская крепость              | В 1239 году Александр Невский с дружиной срубил крепость на реке Шелонь для защиты от литовцев. В 1387 году на месте сгоревших деревянной крепости были построены каменные стены из камня-плитняка. Сегодня крепость работает как музей. От её архитектурного ансамбля остались сами стены, три баши и церковь Николы внутри. Кстати о церквях. Они здесь, несмотря не на самый преклонный возраст, особенные. Например, церковь Рождества Пресвятой Богородицы выглядит так, будто построена ещё первых столетиях нашей эры. Хотя на самом деле заложена она была в XIV веке. Но дело не только в её ветхости и отсутствии реставрационного макияжа. Сам силуэт святыни больше похож на южные византийские храмы, нежели, чем на классические православные обители. Никаких куполов-луковиц, свечек-колоколен или плоских звонниц-трапеций. Никаких пышных галерей. Все простенько, местами даже мрачновато. Хотя младшая сестрица церкви Богородицы — белоснежная Спасо-Преображенская церковь выглядит уже довольно консервативно. |
| 6  | Псков Псковская область                    | Псковский кром                   | Первое упоминание Пскова было в Лаврентьевской летописи за 903 годом. Город был важным форпостом на западных рубежах Руси, имея протяжённые оборонительные укрепления, ядром которого является Кром. Главной достопримечательностью кремля является Троицкий собор. Наиболее древними памятниками истории и культуры принято считать Спасо-Преображенский Мирожский монастырь (XII век) и Снетогорский монастырь (XIII век). |
| 7  | Изборск Псковская область                  | Изборская крепость               | Некогда один из древнейший городов Руси, ныне деревня. Согласно легенде, основан Словеном Старым в IX веке. Название Избореск город получил уже при правлении Избора, сына Словена. |
| 8  | Печоры Псковская область                   | Псково-Печерский монастырь       | Согласно летописи в 1392 году два изборских охотника наткнулись на пещеры, над которыми в 1473 году была возведена Успенская церковь. Главной достопримечательностью города является Псково-Печерский монастырь. |
| 9  | Калининград Калининградская область        | Кафедральный собор, Остров Канта | Калининград, (до 1946 года Кёнигсберг) — бывший прусский город, вошедший в состав РСФСР (а после 1991 года в состав России) по итогам Потсдамской конференции (1945). Город основан в 1255 году рыцарями Тевтонского ордена. Архитектура города сильно пострадала во времена Второй мировой войны: от британских бомбардировок (август 1944 года) и штурма Красной Армией (апрель 1945). Основными достопримечательностями являются сохранившийся в старом городе Кафедральный собор и фортификационные сооружения. |
| 10 | Ивангород Ленинградская область            | Ивангородская крепость           | Город основан князем Иваном III из Нового Села на реке Нарове в 1492 году напротив замка Герман тевтонского ордена в Ругодиве. Целью строительства крепости буквально в ста метрах за рекой от тевтонского замка была защита Новгородской земли от нашествий со стороны её западных соседей. При возведении крепости зодчие воспользовались геологической особенностью: стены возводились на уступе Балтийско-Ладожский глинт, что делало неперспективным её штурм. В архитектурный ансамбль крепости входят Успенский собор, Никольская церковь, Колыванские ворота, пороховой амбар, арсенал, 11 башен. |
| 11 | Кингисепп Ленинградская область            | Екатерининский собор             | Город Ям (до 1703 года Кингисепп носил именно это название) начался с основания одноимённой каменной крепости новгородским боярином Иваном Федоровичем в 1384 году. Укрепления были разобраны в XVIII веке. В XXI веке остались только валы и остатки стен. В отсутствие средневековых крепостных стен главной достопримечательностью города стал Екатерининский собор, построенный во второй половине XVIII века по указу императрицы Екатерины II. |
| 12 | Выборг Ленинградская область               | Выборгский замок                 | Основан в 1293 году шведами. За свою многовековую историю город успел побывать в составе королевства Швеция, Российской империи и Финляндии. Со времён Зимней войны город перешёл в состав СССР, а после и России. В городе интересны Выборгский замок, Круглая башня, часовая башня кафедрального собора XIV столетия, башня Ратуши (1477 г.). На окраине Выборга существует скальный пейзажный парк Монрепо, популярный у жителей и гостей города. |
| 13 | Приозерск Ленинградская область            | Крепость Корела                  | История города начинается с крепости Карела на острове в устье реки Узерва. Первое упоминание в Новгородской летописи относится к 1143 году. Первые оборонительные укрепления были деревянными и построены карелами. Сегодняшняя крепость была заложена новгородцами на рубеже XIII и XIV веков, и в разные годы принадлежала Швеции, Российской империи, Финляндии. Окончательно город перешёл в состав РСФСР (а после 1991 года Российской Федерации) после противостояния СССР и Финляндии в Великой Отечественной войне. |
| 14 | Старая Ладога Ленинградская область        | Староладожская крепость          | Ладога известна в качестве пункта на торговом пути из варяг в греки и как место захоронения Вещего Олега (по Новгородской летописи). Основной постройкой в Ладоге является Староладожская крепость, находящаяся на территории музея-заповедника. Среди других достопримечательностей Георгиевская церковь, Церковь Димитрия Солунского (Старая Ладога), курган могила Вещего Олега. |
| 15 | Вологда Вологодская область                | Спасо-Прилуцкий монастырь        | Впервые упоминается в летописи в 1147 году. При Иване III в конце XV века стала местом ссылки известных личностей, при Иване Грозном — одним из важнейших транзитных центров для торговли с западноевропейскими государствами через реки Сухона и Северная Двина. Крепостные стены и башни Вологодского кремля до наших дней не сохранились, они были разобраны к 1820 годам. Вологда богата на храмовую архитектуру. |
| 16 | Тихвин Ленинградская область               | Успенский монастырь              | Первые сведения о Тихвинском Пречистенском погосте (поселение, предшествующее городу Тихвин) относятся к 1383 году. Главной архитектурной и исторической достопримечательностью города является Тихвинский Успенский мужской монастырь, основанный в 1560 году |
| 17 | Валаамский монастырь Республика Карелия    | Валаамский монастырь             | Был основан иноками Сергием и Германом в эпоху раннего средневековья. За свою историю Валаамский архипелаг принадлежал Швеции (Выборгский лен), Российской империи (Выборгская губерния, Финляндская губерния, в Великом княжестве Финляндском опять вошла в Выборгскую губерния), Финляндии (Выборгская губерния), Советскому Союзу (Карельская АССР) и Российской Федерации (Республика Карелия). |
| 18 | Соловецкий монастырь Архангельская область | Соловецкий монастырь             | Основан в 1436 году в землях Новгородской республики монахами Зосимой и Германом. Однако первое монашеское поселение на островах появилось ещё в 1429 году. Основателями его были Герман и Савватий. |
| 19 | Музей заповедник Кижи Республика Карелия   | Музей-заповедник Кижи            | 1 января 1966 года на базе архитектурного ансамбля Кижского погоста был основан Государственный историко-архитектурный музей «Кижи», куда помимо существующих на своих первоначальных местах построек было свезено большое количество часовен, домов и хозяйственных построек из Заонежья и других регионов Карелии. |
| 20 | Малые Корелы Архангельская область         | Музей-заповедник Малые Корелы    | Музей основан в 1964 году в 25 км от Архангельска. Постройки для транспортировки на территорию музея раскатывались по брёвнам, а затем заново собирались уже в Малых Корелах. |

## Книга «Серебряное кольцо России»
Осенью 2015 года идея  туристического проекта, который объединил бы культурно-исторические центры Северо-Запада России, получила научную поддержку и дальнейшее методологическое развитие. В рамках просветительского проекта «Сохранённая культура» в Санкт-Петербурге вышла книга «Серебряное кольцо России». В соответствии с уже существующей концепцией автор книги, кандидат экономических наук, градостроитель и эксперт в сфере регионального туризма Тамара Чистякова совместно с коллективом единомышленников разработала и предложила туристическо-рекреационную систему «Серебряное кольцо России», объединяющую архитектурно-культурное наследие 11 регионов Российской Федерации: Санкт-Петербурга и пригородов, Ленинградской, Новгородской, Псковской, Архангельской, Вологодской областей, Республики Карелия, а также Мурманской области, Республики Коми, Ненецкого автономного округа и Калининградской области. Тамара Чистякова особо отмечала, что «в административном отношении все вместе это составляет Северо-Западный федеральный округ — единственный из округов России, граничащий со странами Европейского союза. Также округ имеет непосредственную связь с Центральной и Северной Европой как по суше, так и через Балтийское, Баренцево и Белое моря, которые открывают прямой выход в акваторию Северной Атлантики. Сопредельность регионов округа с Финляндией, Эстонией и Норвегией дает планируемой туристическо-рекреационной системе исключительные возможности для широкого развития приграничных связей. На территориях округа прослеживаются глубокие исторические связи славянской культуры со скандинавскими государствами (Швеция, Норвегия, Финляндия) и странами Европы (Дания, Голландия, Италия, Германия, Франция и др.)».
При этом туристическо-рекреационная система «Серебряное кольцо России» была задумана и разработана в виде двух взаимодействующих колец — «классического» (исторического) и «большого», проходящих преимущественно по контуру транспортных коридоров (автомобильных, железнодорожных, водных путей) с примыкающими к ним туристическими (архитектурно-ландшафтными) зонами. «Классическое» (историческое) кольцо в концепции Чистяковой объединяет 7 субъектов Российской Федерации: Санкт-Петербург, Ленинградскую, Новгородскую, Псковскую, Вологодскую, Архангельскую области и Республику Карелия. «Большое» кольцо формируется восточнее и севернее Вологодской и Архангельской областей и включает в себя Республику Коми, Ненецкий автономный округ и Мурманскую область. Внешний (северный) контур этого кольца через северные моря и Мурманск сопрягается с северным участком «классического» кольца. Калининградская область подключается к «большому» кольцу через Финский залив и Балтийское море, а также наземными путями (автомагистрали и железные дороги) через Прибалтику и Польшу.
Определённый интерес представляет разработанная автором система 62 отдельных архитектурно-ландшафтных зон, входящих в «Серебряное кольцо России», и оценка их туристического потенциала при условии успешного функционирования всей системы. Так, Петербургская (межрегиональная) зона, включающая в себя город Санкт-Петербург и прилегающие к мегаполису территории Ленинградской области могла бы принимать ежегодно до 13 млн туристов, Ленинградская область (другие зоны) — 3 млн туристов, Республика Карелия — 3,2 млн туристов, Калининградская область — 5 млн туристов и т. д. В целом, Тамара Чистякова оценивала суммарный потенциал «Серебряного кольца России» в 39,7 млн туристов в год.
В оформлении книги были использованы работы ленинградской и петербургской художницы Ирины Бухман. В 2016 году вышло в свет второе (переработанное, дополненное и исправленное) издание «Серебряного кольца России», уже в электронном формате. Тамара Чистякова провела более 60 презентаций своей книги в музеях, библиотеках и научно-просветительских центрах Санкт-Петербурга, Ленинградской области и других регионов Российской Федерации. Успешной интеграции с межрегиональным историко-культурным и туристским проектом «Серебряное ожерелье России» и реализации идей «Серебряного кольца России» в полном объёме на данном этапе помешал уход из жизни их автора: Тамара Чистякова скончалась 24 сентября 2019 года.